# Pop (album U2)
Pop – album grupy U2 wydany w marcu 1997 roku.
Producentem płyty był Flood. Album nagrano w Hanover Quay Studios, Windmill Lane Recording Studios i The Works w Dublinie oraz South Beach Studios w Miami. Album ze względu na swoją charakterystyczną muzyczną budowę przechodzącą od rytmów quasi-techno, aż po senne gitarowe ballady i bardzo głębokie mroczne teksty, został uznany za najbardziej ponury album U2. Jest też uważany za jeden z najbardziej kontrowersyjnych produkcji irlandzkiego zespołu. Jest to też jedyna płyta, na której Bono otwarcie i wulgarnie przeciwstawia się idei Boga (Wake Up Dead Man).
Album promowała trasa koncertowa PopMart z lat 1997–1998.

## Utwory
1. „Discothèque” – 5:19
2. „Do You Feel Loved” – 5:07
3. „Mofo” – 5:46
4. „If God Will Send His Angels” – 5:22
5. „Staring at the Sun” – 4:36
6. „Last Night on Earth” – 4:45
7. „Gone” – 4:26
8. „Miami” – 4:52
9. „The Playboy Mansion” – 4:40
10. „If You Wear That Velvet Dress” – 5:14
11. „Please” – 5:10
12. „Wake Up Dead Man” – 4:52

## Single
1. „Discothèque”
2. „Staring at the Sun”
3. „Last Night on Earth”
4. „Please”
5. „If God Will Send His Angels”
6. „Mofo”

## Pozycje na listach i sprzedaż
| Kraj              | Pozycja | Certyfikat | Sprzedaż   |
| ----------------- | ------- | ---------- | ---------- |
| Australia         | 1       | Platyna    | 70,000+    |
| Austria           | 1       | Platyna    | 30,000+    |
| Brazylia          |         | Złoto      | 50,000+    |
| Finlandia         | 1       | Złoto      | 32,952+    |
| Francja           | 1       | Platyna    | 300,000+   |
| Holandia          |         | Złoto      | 40,000+    |
| Kanada            |         | 3x Platyna | 300,000+   |
| Niemcy            |         | Złoto      | 100,000+   |
| Norwegia          | 1       | Platyna    | 40,000+    |
| Polska            |         | Złoto      | 100 000+   |
| Stany Zjednoczone | 1       | Platyna    | 1,000,000+ |
| Szwajcaria        | 1       | Platyna    | 50,000+    |
| Wielka Brytania   |         | Platyna    | 300,000+   |